# Chronologie des faits économiques et sociaux dans les années 1310
Chronologie de l'économie
Années 1300 - Années 1310 - Années 1320

## Événements
- 1314 : les États généraux sont convoqués à Paris par Philippe IV le Bel pour financer la guerre en Flandre. Pour la première fois l’État français décide du prélèvement d'un impôt direct, la taille, sur l’ensemble du territoire[1]. Il ne devient annuel et permanent qu'en 1439.
- 1315-1317 : grande famine en Europe[1].
- 1316-1334 : sous Jean XXII, le budget de la papauté est de 228 000 florins (481 000 sous Grégoire XI)[2]. 50 % est consacré à la pacification des États pontificaux, 15 % à la construction du Palais et autres bâtiments d’Avignon, 10 % à l’aumône et 20 % à l’administration (Chambre apostolique, Chancellerie, pénitencerie, Aumônerie, tribunal de la Rote).